# 埃斯佩谢德
埃斯佩谢德（法語：Espéchède，法語發音：[ɛspeʃɛd]）是法国大西洋比利牛斯省的一个市镇，属于波城区。

## 地理
埃斯佩谢德（43°19'0"N, 0°10'58"W）面积9.32 平方千米，位于法国新阿基坦大区大西洋比利牛斯省，该省份为法国东南部省份，涵盖了贝阿恩与北巴斯克，西临大西洋比斯開灣，北至朗德省，东北接热尔省，东临上比利牛斯省，南与西班牙接壤。
与埃斯佩谢德接壤的市镇（或旧市镇、城区）包括：昂端、阿里安、加巴斯通、利芒杜斯、卢朗蒂斯、乌永、塞泽尔。

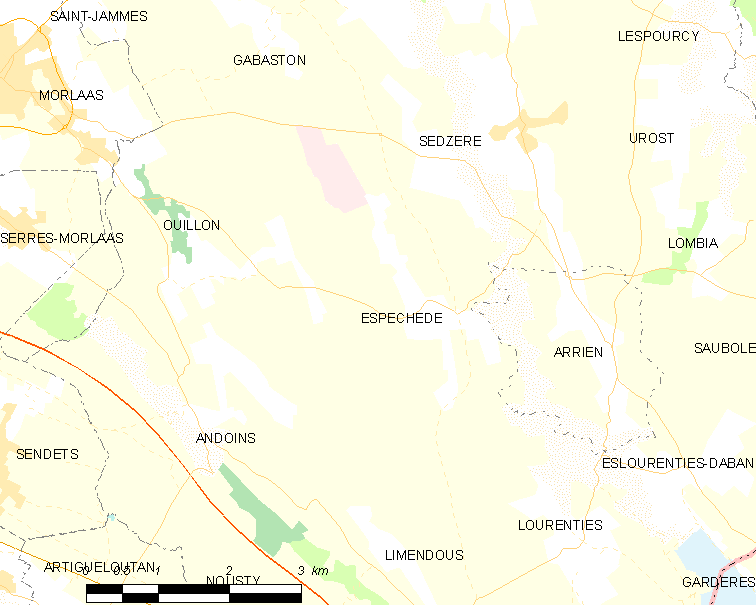
埃斯佩谢德的OSM定位图

埃斯佩谢德的时区为UTC+01:00、UTC+02:00（夏令时）。

## 行政
埃斯佩谢德的邮政编码为64160，INSEE市镇编码为64212。

## 政治
埃斯佩谢德所属的省级选区为莫尔拉斯与蒙塔内雷斯地区县。

## 人口

1962-2008年间埃斯佩谢德人口变化图示

埃斯佩谢德于2022年1月1日时的人口数量为157人。